# Dion Beljo
Dion Drena Beljo (* 1. März 2002 in Zagreb) ist ein kroatischer Fußballspieler. Der Stürmer steht bei Dinamo Zagreb unter Vertrag.

## Karriere

### Vereine
Beljo begann seine Karriere bei Cibalia Vinkovci und spielte in der Saison 2018/19 erstmals für die erste Mannschaft des Vereins in der 2. NL, der dritthöchsten kroatischen Spielklasse. Dort trug er mit 10 Toren und neun Vorlagen zur Meisterschaft und somit zum Aufstieg in die 1. NL bei. Im Anschluss wechselte er zum Erstligisten NK Osijek, für den er zunächst vorwiegend in der zweiten Mannschaft eingesetzt wurde. Im Juni 2020 unterschrieb der Stürmer einen Profivertrag bei Osijek mit Laufzeit bis 2025. Im Juli 2021 wurde er für die folgende Saison 2021/22 an den Ligakonkurrenten NK Istra 1961 verliehen. Beim Verein aus Pula konnte er sich als Stammspieler durchsetzen, absolvierte 34 von 36 möglichen Ligaspielen und schoss dabei 15 Tore. Nach Abschluss der Leihe kehrte er zum NK Osijek zurück und erzielte in der Hinrunde der Spielzeit 2022/23 acht Treffer in 16 Einsätzen.
Im Januar 2023 wechselte Beljo für eine Ablösesumme von drei Millionen Euro zum Bundesligisten FC Augsburg und unterschrieb einen Vertrag mit Laufzeit bis zum 30. Juni 2027. Dort debütierte er am 22. Januar 2023 bei der 3:4-Niederlage gegen Borussia Dortmund, bei der er seine erste Torvorlage zum zwischenzeitlichen 1:1-Ausgleich durch Arne Maier beisteuern konnte. Sein erstes Tor erzielte Beljo am 4. März 2023 beim 2:1-Sieg gegen Werder Bremen, als er zur Augsburger 1:0-Führung traf. Insgesamt kam er für Augsburg zu 44 Bundesligaeinsätzen, in denen er fünfmal traf.
Zur Saison 2024/25 wurde Beljo an den österreichischen Bundesligisten SK Rapid Wien verliehen. Bei Rapid kam er zu 29 Einsätzen in der Bundesliga, in denen er zehnmal traf.
Nach der Leihe verließ er den FC Augsburg zur Saison 2025/26 endgültig und wechselte zurück nach Kroatien zu Dinamo Zagreb.

### Nationalmannschaft
Der Stürmer bestritt ein Spiel für die U18-Nationalmannschaft, zudem kam er in vier Spielen der U19-Auswahl zum Einsatz. Seit 2021 absolvierte er neun Länderspiele für die U21-Nationalmannschaft. Anfang Juni 2023 wurde er erstmals in den Kader der A-Mannschaft berufen.